# Neudorf (Altdöbern)

Lage von Neudorf auf dem Messtischblatt Altdöbern von 1913

Neudorf (niedersorbisch Nowa Wjas) war ein Dorf im Lausitzer Braunkohlerevier auf dem heutigen Gebiet der Gemeinde Altdöbern im Landkreis Oberspreewald-Lausitz in Brandenburg. Der Ort wurde 1982 für den Braunkohletagebau Greifenhain devastiert. Damals war Neudorf ein Ortsteil von Pritzen. Der Ort hatte zuletzt 15 Einwohner.

## Lage
Neudorf lag in der Niederlausitz, rund zwölf Kilometer Luftlinie südöstlich von Calau. Umliegende Ortschaften waren Peitzendorf im Norden, Reddern im Nordosten, Nebendorf im Osten, Pritzen im Südosten, Klein Jauer im Süden, Altdöbern im Südwesten und Neudöbern im Westen. Von Neudorf führte eine Straße nach Altdöbern.

## Geschichte
Im Schmettauschen Kartenwerk von 1767/87 wurde der Ort mit der Schreibweise Neudorff und als Vorwerk des Rittergutes Pritzen erwähnt. Auch kirchlich war Neudorf seit jeher ein Teil von Pritzen. Der Ort gehörte damals zum Kurfürstentum Sachsen. 1806 kam Neudorf zum Königreich Sachsen, nach der auf dem Wiener Kongress beschlossenen Teilung Sachsens wurde der Ort im Jahr 1815 preußisch. Bei der Gebietsreform im folgenden Jahr kam die Siedlung an den Kreis Calau in der Provinz Brandenburg. Anfang der 1820er-Jahre lebten 38 Menschen im „adligen Dorf und Vorwerk“. Im Jahr 1844 hatte Neudorf laut der Topografisch-statistischen Übersicht des Regierungsbezirks Frankfurt a.d.O. 46 Einwohner in sieben Wohnhäusern.
1852 hatte Neudorf 37 Einwohner, bis 1867 ging die Einwohnerzahl weiter auf 32 zurück. Östlich von Neudorf gab es eine Ziegelei. Fortan wurde Neudorf als Kolonie oder Vorwerk von Pritzen geführt und die Einwohnerzahl nicht mehr erhoben. Nach dem Ende des Zweiten Weltkrieges wurden die Gutsbesitzer von Pritzen enteignet. Die Siedlung Neudorf gehörte in der Sowjetischen Besatzungszone und ab 1949 in der DDR weiter zum Landkreis Calau, der 1950 in Landkreis Senftenberg umbenannt wurde. Bei der Kreisreform am 25. Juli 1952 kam Pritzen mit dem Ortsteil Neudorf zum Kreis Calau im Bezirk Cottbus.
1973 beschloss der Rat des Kreises Calau die Umsiedlung der Gemeinde Pritzen mit seinen Ortsteilen Nebendorf und Neudorf für die Erweiterung des Braunkohletagebaus Greifenhain. In den Jahren 1981 und 1982 wurden die zuletzt 15 Einwohner von Neudorf nach Altdöbern umgesiedelt und Neudorf danach abgerissen. Am 1. Januar 1989 wurde die Gemeinde Pritzen aufgelöst und die Ortslage von Neudorf nach Lubochow eingegliedert. Nach der Wende wurde der Tagebau Greifenhain im Jahr 1992 eingestellt, das Gebiet, auf dem Neudorf lag, wurde nicht mehr durch den Tagebau beansprucht und wird heute rekultiviert. Die Ortsflur liegt seit 1993 im Landkreis Oberspreewald-Lausitz in Brandenburg. Im Zuge der brandenburgischen Gebietsreform wurde Pritzen, und somit auch die Ortsflur von Neudorf, aus der Gemeinde Lubochow nach Altdöbern umgegliedert.